# 한국해저간극
한국해저간극(Korea Gap)은 울릉도와 일본의 오끼뱅크 사이에 있는 해저간극이다.

## 해양지명
수로업무법 제33조의4 제1항의 규정에 의거 해양지명위원회에서 심의·결정한 해양지명은 다음과 같다.
- 제정 해양지명 : 한국해저간극
- 대표위치(WGS-84) : 37-40N 132-00E
- 범위 : 한국대지와 일본의 오끼뱅크 사이의 37-26N, 131-35E(남단) 지점에서 37-59N, 132-22E(북단) 지점까지의 폭 40 km, 길이 약 100km의 해저간극